# Коль Тора

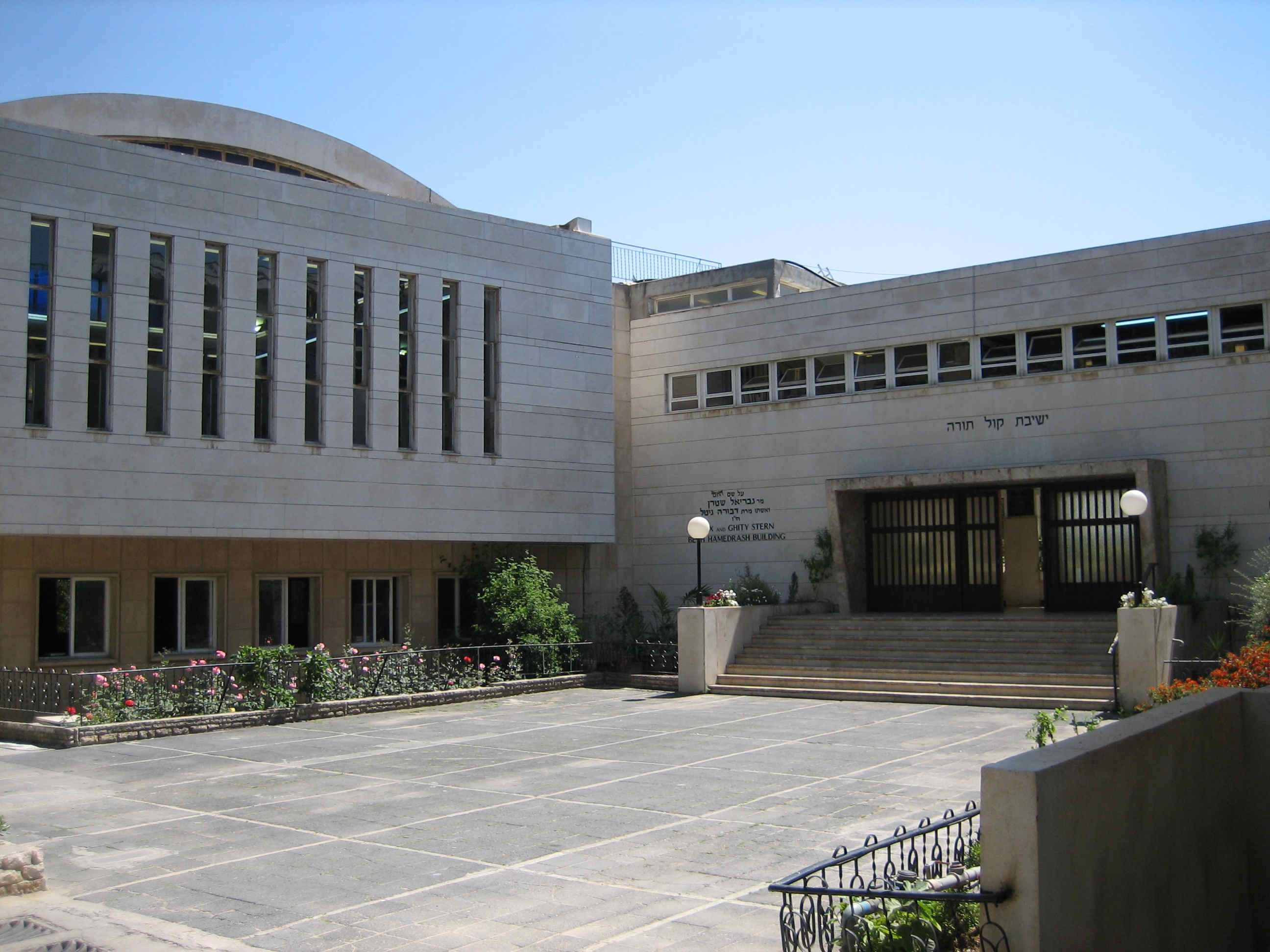
Єшива «Коль тора»

Коль тора (Іврит — קול תורה), «Голос Тори») — Єрусалимська Єшива литовської спрямованості єврейської ультраортодоксальної течії.
Заснована в 1939 у Єхіїл Шлезінгером, колишнім главою рабинського суду Франкфурта, і рабином Барухом Кунштадтом, головою єшиви і рабинського суду Фульда.

## Історія
Єшива була заснована після трагічних подій кришталевої ночі, щоб дозволити біженцям з Німеччини поглибити знання Тори та Талмуду.

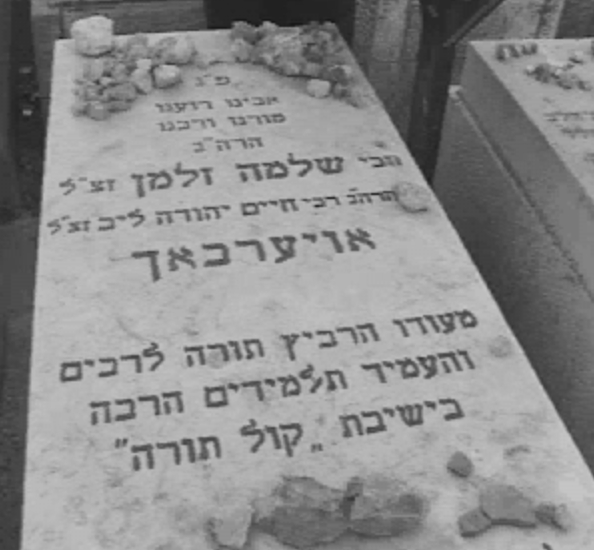
Надгробок рабина Ойербаха. Єдине вказане почесне звання — викладач у ієшиві «Коль Тора».

Після смерті рава Шлезінгера в 1949, на чолі єшиви встав знаменитий рабин іпосік(галахічні авторитет) Шломо Зальман Ойербах, що керував ієшива аж до своєї смерті в 1995 у.

## Сьогодні
На сьогоднішній день очолює єшиву старший син її засновника, рабин Моше Іеуда Шлезінгер. «Коль тора» нараховує 1000 учнів.

### Відомі випускники
- Рабин Ісраель Мєїр Лау, головний рабин Ізраїлю.
- Урі Маклая. Депутат Кнесету
- Рабин Меїр Кеслер. Рабин міста Модіїна Іліт
- Рабин Пінхас Бібефельд. Рабин Мюнхена
- Проф. Даніель Шпарбер. Професор Університету імені Бар-Ілана
- Рабин Авраам Цві Маргаліт. Рабин Карміеля
- Рабин Давид Абухаціра. Рабин Явне
- Ісаак Гагулашвілі. Колишній депутат Кнесету